# Zane Robertson
Zane Robertson (ur. 14 listopada 1989) – nowozelandzki lekkoatleta specjalizujący się w biegach średnich i długich.
W 2013 zajął 14. miejsce w biegu na 5000 metrów podczas mistrzostw świata w Moskwie. Brązowy medalista igrzysk Wspólnoty Narodów w Glasgow (2014). W 2016 był dwunasty w biegu na 10 000 metrów podczas igrzysk olimpijskich w Rio de Janeiro.
Jego bratem bliźniakiem jest Jake Robertson.
Rekordy życiowe: bieg na 1500 metrów – 3:34,19 (7 września 2014, Rieti); bieg na 5000 metrów – 13:13,83 (13 lipca 2013, Heusden); bieg na 10 000 metrów – 27:33,67 (13 sierpnia 2016, Rio de Janeiro) do 2018 rekord Nowej Zelandii; półmaraton – 59:47 (1 lutego 2015, Marugame) – rekord Australii i Oceanii.

## Osiągnięcia
| Rok  | Impreza                                   | Miejsce        | Konkurencja           | Lokata      | Wynik    |
| ---- | ----------------------------------------- | -------------- | --------------------- | ----------- | -------- |
| 2011 | Mistrzostwa świata w biegach przełajowych | Punta Umbría   | bieg seniorów         | 92. miejsce | 38:08    |
| 2013 | Mistrzostwa świata                        | Moskwa         | bieg na 5000 metrów   | 14. miejsce | 13:46,55 |
| 2014 | Halowe mistrzostwa świata                 | Sopot          | bieg na 3000 metrów   | 12. miejsce | 8:01,81  |
| 2014 | Igrzyska Wspólnoty Narodów                | Glasgow        | bieg na 5000 metrów   | 3. miejsce  | 13:16,52 |
| 2014 | Puchar interkontynentalny                 | Marrakesz      | bieg na 5000 metrów   | 2. miejsce  | 13:29,27 |
| 2016 | Igrzyska olimpijskie                      | Rio de Janeiro | bieg na 10 000 metrów | 12. miejsce | 27:33,67 |
| 2017 | Mistrzostwa świata                        | Londyn         | bieg na 10 000 metrów | 16. miejsce | 27:48,59 |